# Coupe du Président d'Irlande 2024
Navigation
Édition précédente Édition suivante
La Coupe du Président d'Irlande 2024, en anglais : 2024 President of Ireland's Cup, est la onzième édition de la Coupe du Président une compétition de football qui oppose chaque année en début de saison le vainqueur du championnat et celui de la Coupe d'Irlande. Le champion d'Irlande 2023, les Shamrock Rovers sont opposés au vainqueur de la coupe d'Irlande, le St. Patrick's Athletic FC. La rencontre se déroule au Tallaght Stadium à Dublin.

## Organisation
La rencontre se déroule le 9 février 2024 au Tallaght Stadium à Dublin. 

## Le match

### Présentation de la rencontre
La rencontre est le lancement de la saison de football en Irlande. Elle a lieu une semaine avant le commencement du championnat. Placée sous l'égide du Président d'Irlande celui-ci reçoit des représentants des deux clubs quelques jours avant le match à Áras an Uachtaráin .

### Déroulement de la rencontre
La rencontre se déroule devant 8 053 spectateurs ce qui est un record pour la compétition. L'ouverture d'une nouvelle tribune, la tribune nord, explique cette performance. Cette quatrième tribune, ouverte quinze ans après la création du stade, portera rapidement la capacité d'accueil à 10 000 places.
Les deux équipes se présentent au commencement du match dans deux formules presque opposées. Alors que le St. Patrick's Athletic FC présente une équipe classique avec les titulaires habituels, les Shamrock Rovers proposent une équipe largement renouvelée avec nombre de titulaires absents ou sur le banc des remplaçants. Des jeunes comme Darragh Nugent ou Conan Noonan sont titularisés. Parmi les nouvelles recrues les hoops font jouer Darragh Burns et St Pat's aligne cinq nouvelles recrues Brandon Kavanagh, Ruairi Keating, Aaron Bolger, Conor Keeley et Marcelo Piteluga le jeune gardien prêté par Liverpool.
En première mi-temps, les deux équipes n'arrivent pas à se départager. Ce n'est pourtant pas faute d'avoir essayé. La première mi-temps est intense, chacune des deux équipes se procurant un grand nombre d'occasions. La meilleure occasion est pour les Rovers et Darragh Burns qui n'arrive pas à cadre son tir après une passe de Nugent.
Au retour des vestiaires Stephen Bradley entraîneur des Shamrock Rovers fait cinq changements O'Neill, Gaffney, Watts, Clarke et Grace ont remplacé Markus Poom, Aaron Greene, Neil Farrugia, Sean Kavanagh et Dan Cleary. Cela change la physionomie de la rencontre. Les Rovers prennent petit à petit l'ascendant. Ils marquent par Clarke à la 54e minute avant de doubler le score huit minutes plus tard sur une tête de Honohan. Clarke marque de nouveau en fin de match enlevant tout espoirs aux joueurs d'Inchicore. La réduction du score dans les arrêts de jeu n'apporte qu'un peu de réconfort.
Malgré l'absence de certains joueurs et la mise au repos d'autres, les Rovers se sont montrés supérieurs tout au long de la rencontre.
| 9 février 2024 | Shamrock Rovers | 3 - 1   | St. Patrick's Athletic FC | Tallaght Stadium                                |                                                 |
| 20:00          | Trevor Clarke 54e 89e · Joshua Honohan 62e | (0-0)   | Jamie Lennon 90+2e | Spectateurs : 8 053 Arbitrage : Damien McGraith | Spectateurs : 8 053 Arbitrage : Damien McGraith |
| 20:00          | Rapport |         | | Spectateurs : 8 053 Arbitrage : Damien McGraith | Spectateurs : 8 053 Arbitrage : Damien McGraith |
| 20:00          | Léon-Maurice Pöhls ; Daniel Cleary (Lee Grace 46e), Neil Farrugia (Trevor Clarke 46e), Seán Hoare (Cian Barrett 75e), Joshua Honohan, Seán Kavanagh (Dylan Watts 46e) ; Darragh Burns, Darragh Nugent, Markus Poom (Gary O'Neill 46e) ; Aaron Greene (Rory Gaffney 46e), Conan Noonan | Équipes | Marcelo Pitaluga ; Aaron Bolger (Luke Turner 62e), Anthony Breslin, Conor Keeley, Joseph Redmond ; Christopher Forrester (Jason McClelland 58e), Brandon Kavanagh (Cian Kavanagh 62e), Kian Leavy (Alex Nolan 83e), Jamie Lennon, Jake Mulraney (Carl Sjöberg 75e) ; Ruairí Keating (Mason Melia 83e). | Spectateurs : 8 053 Arbitrage : Damien McGraith | Spectateurs : 8 053 Arbitrage : Damien McGraith |